# 寻江
寻江，又称古宜河，位于中国广西壮族自治区北部，是柳江融江段左岸支流，发源于桂、湘交界的紫金山南麓，广西资源县车田苗族乡脚古冲村政冲山顶东1.5千米处，西南流经龙胜各族自治县和三江侗族自治县，在三江县老堡乡老堡口汇入柳江。河长215.4千米，平均比降6.79‰。流域面积5083平方千米，其中湖南省656平方千米，广西4427平方千米。平均年径流量63.62亿立方米。干流在资源县境内也称五排河，穿行于深山峡谷，进入龙胜县又称桑江，过龙胜县城后又称龙胜河。龙胜县泗水乡以下河段可通航载货木船。